# ساو سا
ساو سا (به برمه‌ای: စောဆ)(۱ اوت ۱۸۸۴ – ۲۸ فوریه ۱۹۶۲) که با نام‌های سا هسا، ما ساو سا، داو ساو سا نیز شناخته می‌شود، پزشک، ماما، مدیر بیمارستان، مبلغ مسیحی، طرفدار حق رأی زنان و مقام دولتی برمه‌ای بود. ساو سا نخستین زن برمه‌ای بود که مدرک پزشکی پیشرفته دریافت کرد و نخستین زنی بود که در مجلس علیای پارلمان مستعمراتی خدمت کرد.

## اوایل زندگی
ساو سا دختر والدینی مسیحی از کشور برمه بود. پدر او با نام پو سا یک مقام دولتی در شهر پرام بود. او نخستین زنی بود که از کالج جادسون، که توسط باپتیست‌ها در رانگون اداره می‌شد، فارغ‌التحصیل شد. او بورسیه مبلغین مسیحی را دریافت کرد تا در دانشکده پزشکی در کلکته تحصیل کند، جایی که در سال ۱۹۱۱ به نخستین زن برمه‌ای تبدیل شد که مجوز پزشکی دریافت کرد. او آموزش تکمیلی در بهداشت عمومی را در کالج سلطنتی پزشکان و جراحان در دوبلین ادامه داد، جایی که به نخستین دانشجوی برمه‌ای که به بورسیه کالج دست یافت تبدیل شد.

## حرفه پزشکی
گفته می‌شود زمانی که ساو سا در سال ۱۹۱۳ به رانگون بازگشت تنها پزشک زن در برمه بود. از ۱۹۱۴ تا ۱۹۲۱، او سرپرست بیمارستان زنان دافرین در رانگون بود. خواهر و دخترعموهای او در میان پرستاران بیمارستان بودند. او یک کتاب درسی با عنوان مامایی (۱۹۲۱) منتشر کرد. پس از ۱۹۲۱، او یک مطب خصوصی در رانگون داشت و یک بیمارستان خیریه را اداره می‌کرد. در جریان جنگ جهانی دوم، او به درمان مجروحان جنگ پرداخت.
در سال ۱۹۲۱، ساو سا به ایالات متحده سفر کرد. او در گردهمایی جامعه زنان مبلغ باپتیست آمریکایی در خارج از کشور در دس موینس، آیووا شرکت کرد و نماینده فعالیت‌های این سازمان در هند و برمه بود. شرکت‌کنندگان این گردهمایی به او یک مجموعه کتاب هدیه دادند که شامل حدود ۸۰۰ جلد کتاب انگلیسی‌زبان و اشتراک مجلات بود تا آن‌ها را برای دانشجویان در رانگون ببرد. او در شورای بین‌المللی مبلغین حضور داشت، حضور او در این شورا به زمانی بازمی‌گردد که این شورا در نیویورک تشکیل جلسه می‌داد. او تحصیلات تکمیلی پزشکی را در دانشگاه جانز هاپکینز دنبال کرد. گفته می‌شود که او نخستین زن برمه‌ای بود که سفری به دور دنیا انجام داد.

## سیاست
ساو سا عضو کمیته اجرایی انجمن زنان مبلغ باپتیست برمه بود. این انجمن در سال ۱۹۲۶ تشکیل شده بود. در سال ۱۹۲۷، او در کمیته محلی برمه در هفتمین کنگره انجمن پزشکی مناطق گرمسیری شرق دور عضویت داشت. در سال ۱۹۳۴، او در باشگاه لیگ آزادی زنان در لندن به حمایت از حق رأی زنان متأهل در برمه سخنرانی کرد، و در جلساتی که در مورد جدایی اداری برمه از هند تحت حکومت استعماری بریتانیا برگزار شد، به عنوان نماینده حضور داشت. او اعلام کرد: «ما حق رأی برای همسران تمام مردانی را که بر اساس سایر شرایط رأی می‌دهند، مطالبه می‌کنیم.» و افزود: «بر اساس اصل برابری با مردان، ما به هیچ وجه طرفدار اختصاص کرسی‌های ویژه برای زنان نیستیم.» در سال ۱۹۳۷، ساو سا به مجلس اعیان سنای برمه راه یافت و اولین قانون‌گذار زن این مجلس شد.
ساو سا در ۳ ژوئن ۱۹۳۵ نشان امپراتوری بریتانیا را دریافت کرد.

## زندگی شخصی
ساو سا در ۲۸ فوریه ۱۹۶۲ درگذشت؛ او ۷۷ سال داشت.